# Carolin van Bergen
Carolin van Bergen (27 de marzo de 1964 - 25 de octubre de 1990) fue una actriz televisiva y de voz de nacionalidad alemana.

## Biografía
Nacida en Berlín, Alemania, era hija de los actores Michael Hinz y Ingrid van Bergen, y nieta de los también actores Werner Hinz (1903-1985) y Ehmi Bessel (1904-1998), además de hija adoptiva de Viktoria Brams. Tenía una hermana mayor, Andrea, hija de Ingrid van Bergen y Erich Sehnke.
A lo largo de su relativamente breve carrera, iniciada siendo niña a mediados de los años 1970, fue protagonista exclusivamente de producciones televisivas. Entre sus papeles más destacados figuran el de Uschi en la serie televisiva Eigener Herd ist Goldes wert (1975) y el de Doris en otra serie, Der Landartz (1987-1990).
Como actriz de doblaje, prestó su voz a actrices como Kirstie Alley, Jennifer Balgobin, Kim Cattrall, Jennifer Cooke, Jeré Fields, Liza Goddard, Laurel Goodwin, Ciaran Madden, Pascale Ogier, Nia Peeples, Holly Robinson Peete, Martha Plimpton, Emmanuelle Seigner, Lindsay Wagner y Barbara Williams.
Durante un breve período de tiempo (23 de diciembre de 1983-1986), estuvo casada con el actor Kay Sabban (1952-1992). Durante el rodaje de Der Landarzt en 1988 conoció al ayudante de sonido Ronald Lichter. Su último compañero fue otro actor, el hamburgués Nicolas König.
Enferma de un cáncer linfático, Carolin van Bergen falleció en Hamburgo el 26 de octubre de 1990 por una insuficiencia cardiaca producida durante una intervención quirúrgica. Tenía solamente  26 años de edad.

## Filmografía
- 1975 : Eigener Herd ist Goldes wert (serie TV)
- 1976 : Ein Mann für Mama (telefilm)
- 1977 : Pariser Gechichten (serie TV)
- 1978 : Ausgerissen! Was nun? (serie TV)
- 1982 : Schwarz Rot Gold (serie TV, 1 episodio)
- 1983 : Der Paragraphenwirt (serie TV)
- 1985 : Der Hund im Computer (telefilm)
- 1986 : Detektivbüro Roth (serie TV, 1 episodio)
- 1987-1990 : Der Landartz (serie TV, 26 episodios)
- 1990 : Zwiebeln und Butterplätzchen (telefilm)
- 1990 : Wie gut, dass es Maria gibt (serie TV, 1 episodio)